# New York Jets 1976
La stagione 1976 dei New York Jets è stata la settima della franchigia nella National Football League, la 17ª complessiva. Sotto la direzione del nuovo capo-allenatore Lou Holtz, dimessosi a una gara dal termine, la squadra eguagliò il bilancio di 3–11 dell'anno precedente. Nell'ultima stagione con Joe Namath come quarterback, la squadra batté solamente i Buffalo Bills per due volte (che quell'anno ebbero un record di 2-12) e i Tampa Bay Buccaneers (che terminarono 0-14). 

## Roster
| Roster dei New York Jets nel 1976 |
| --- |
| Quarterback - 11 Steve Joachim - 12 Joe Namath - 14 Richard Todd Running Back - 35 Steve Davis - 21 Clark Gaines FB - 45 Louie Giammona - 49 Ed Marinaro Wide Receiver - 84 Keith Denson - 82 David Knight - 89 Lou Piccone - 80 Howard Satterwhite Tight End - 83 Jerome Barkum - 88 Rich Caster Offensive Linemen - 65 Joe Fields C - 75 Winston Hill T - 75 Al Krevis T - 50 Wayne Mulligan C - 78 Garry Puetz T - 66 Randy Rasmussen G - 61 John Roman G - 72 Robert Woods T Defensive Linemen - 77 Carl Barzilauskas DT - 85 Ed Galigher DT - 81 Richard Neal DE - 87 Billy Newsome DE Linebacker - 51 Greg Buttle - 55 John Ebersole - 52 Mike Hennigan - 59 Bob Martin - 56 Larry Keller - 52 Jim Rosecrans - 53 Carl Russ Defensive Back - 39 Harry Howard - 47 Tommy Marvaso - 22 Burgess Owens FS - 23 Shafer Suggs CB - 38 Ed Taylor CB - 27 Phil Wise SS Special Team - 3 Duane Carrell P - 5 Pat Leahy K                                                                    |
| Legenda - I rookie sono in corsivo. - Il primo ruolo è il principale mentre gli eventuali successivi indicano i ruoli secondari. - (IR) sta per Injured Reserve ed indica la lista ristretta per un solo giocatore infortunato che può tornare ad allenarsi dopo la settimana 6 e a rientrare in prima squadra dopo che questa ha giocato 8 partite. - (NF-Inj.) / (NF-Ill.) stanno rispettivamente per Non-Football Injured e Non-Football Illness ed indicano le liste dove viene inserito un giocatore che ha un infortunio o una malattia non dipendente dal football americano. - (PUP) sta per Physically Unable to Perform ed indica la lista dove viene inserito un giocatore mentre è in attesa di recuperare la condizione fisica. Nella stagione regolare dopo la sesta partita giocata dalla propria squadra, il giocatore ha tempo tre settimane per riprendere ad allenarsi, più tre settimane aggiuntive dal suo rientro agli allenamenti per rientrare in prima squadra. |

## Calendario
| Stagione regolare | Stagione regolare    | Stagione regolare | Stagione regolare |
| Turno             | Avversario           | Risultato         | Stadio            |
| ----------------- | -------------------- | ----------------- | ----------------- |
| 1                 | Cleveland Browns     | S 38–17           | Cleveland Stadium |
| 2                 | Denver Broncos       | S 46–3            | Mile High Stadium |
| 3                 | Miami Dolphins       | S 16–0            | Miami Orange Bowl |
| 4                 | San Francisco 49ers  | S 17–6            | Candlestick Park  |
| 5                 | Buffalo Bills        | V 17–14           | Shea Stadium      |
| 6                 | New England Patriots | S 41–7            | Schaefer Stadium  |
| 7                 | Baltimore Colts      | S 20–0            | Shea Stadium      |
| 8                 | Buffalo Bills        | V 19–14           | Rich Stadium      |
| 9                 | Miami Dolphins       | S 27–7            | Shea Stadium      |
| 10                | Tampa Bay Buccaneers | V 34–0            | Shea Stadium      |
| 11                | New England Patriots | S 38–24           | Shea Stadium      |
| 12                | Baltimore Colts      | S 33–16           | Memorial Stadium  |
| 13                | Washington Redskins  | S 37–16           | Shea Stadium      |
| 14                | Cincinnati Bengals   | S 42–3            | Shea Stadium      |

## Classifiche
| AFC East                | AFC East | AFC East | AFC East | AFC East | AFC East | AFC East | AFC East | AFC East | AFC East |
|                         | V        | S        | P        | %        | DIV      | CONF     | PF       | PS       | STR      |
| ----------------------- | -------- | -------- | -------- | -------- | -------- | -------- | -------- | -------- | -------- |
| Baltimore Colts(2)      | 11       | 3        | 0        | .786     | 7–1      | 11–1     | 376      | 236      | V1       |
| New England Patriots(4) | 11       | 3        | 0        | .786     | 6–2      | 10–2     | 246      | 171      | V6       |
| Miami Dolphins          | 6        | 8        | 0        | .429     | 5–3      | 6–6      | 263      | 264      | S1       |
| New York Jets           | 3        | 11       | 0        | .214     | 2–6      | 3–9      | 169      | 383      | S4       |
| Buffalo Bills           | 2        | 12       | 0        | .143     | 0–8      | 2–10     | 245      | 363      | S10      |